# Medaglie d'Oro (Palermo)
Medaglie d'Oro è una zona di Palermo, di costruzione recente.
Si trova compresa tra il fiume Oreto a Sud-Est, Viale della Regione Siciliana a Sud-Ovest e il Parco d'Orleans a Nord-Ovest. La zona è costituita da edifici di edilizia popolare ed è scarsa la presenza di verde pubblico e servizi.